# Christine Lakin
Christine Helen Lakin (* 25. ledna 1979 Dallas, Texas) je americká herečka. Je známá především díky své roli Al Lambert v seriálu Krok za krokem.
Svou kariéru začala v reklamách a její první větší role přišla v dramatu The Rose and the Jackal. O rok později začala hrát v sitcomu Krok za krokem rozpustilou Al Lambert.
Poté, co byl seriál v roce 1998 zrušen, hrála v několika televizních filmech. V roce 2003 dostudovala UCLA (University of California, Los Angeles). Objevila se ve filmu z roku 2005 Reefer Madness.
Také se objevovala jako jedna z pravidelných účastníků v show MTV s názvem Wild 'N Out. Hrála v reklamě nazvané But He Has Bud Light, která byla vysílána během Super Bowlu XLI.
Hrála po boku Paris Hilton ve filmu Kráska a ošklivka, který se začal natáčet v lednu 2007 a vyšel v roce 2008.

## Osobní život
Během let 1996 až 2002 chodila s hercem Jeffem Judayem. Poté chodila do roku 2013 s režisérem Andym Fickmanem.
V říjnu 2014 se provdala za Brandona Breaulta. V listopadu 2015 pár oznámil, že čekají dítě. Jejich první dítě, dcera Georgia James, se narodila v březnu 2016. Syn Baylor B. Breault se narodil 10. září 2018.

## Filmografie

### Film
| Rok  | Název                                                   | Role               | Poznámky            |
| ---- | ------------------------------------------------------- | ------------------ | ------------------- |
| 2000 | Hledá se Kelly                                          | Kelly Harrington   |                     |
| 2000 | Boltneck                                                | Macy               |                     |
| 2000 | Ať to stojí, co to stojí                                | Sloane             |                     |
| 2001 | Buck Naked Arson                                        | Becca              |                     |
| 2002 | Getting Out                                             | Natasha            | krátkometrážní film |
| 2003 | Nekonečná pařba                                         | Jamie              |                     |
| 2004 | Who's Your Daddy?                                       | Kate Reeves        |                     |
| 2004 | Modrý démon                                             | Katie              |                     |
| 2005 | In Memory of My Father                                  | Christine          |                     |
| 2005 | Průšvihář na útěku                                      | Danielle           |                     |
| 2006 | Ledové ostří 2                                          | Luanne King        |                     |
| 2007 | Vlastní pravidla                                        | Grace Cunningham   |                     |
| 2007 | Dark Mirror                                             | Tammy              |                     |
| 2007 | Plán hry                                                | Nichole            |                     |
| 2008 | Kráska a ošklivka                                       | June Phigg         |                     |
| 2008 | Chronic Town                                            | Kelly              |                     |
| 2008 | Patsy                                                   | Patsy              |                     |
| 2008 | Red Canyon                                              | Regina             |                     |
| 2009 | Útěk na Horu čarodějnic                                 | Sunday             |                     |
| 2009 | Super Capers: The Origins of Ed and the Missing Bullion | Red                |                     |
| 2009 | Buttf**keer                                             | Skyler             | krátkometrážní film |
| 2010 | Na sv. Valentýna                                        | Heather            |                     |
| 2010 | Elektra Luxx                                            | Venus Azucar       |                     |
| 2010 | Caught in Crossfire                                     | Tracy              |                     |
| 2010 | Life's a Beach                                          | Rebecca            |                     |
| 2010 | Alfa a Omega                                            | Reba (hlas)        |                     |
| 2010 | Zase ona!                                               | Taylor             |                     |
| 2010 | Screwball: The Ted Whitfield Story                      | Kiki Hamilton      |                     |
| 2010 | Just Married                                            | Claire             | krátkometrážní film |
| 2010 | Darnell Dawkins: Mouth Guitar Legend                    | Wilimina Stansbury |                     |
| 2011 | Mrtvý vesmír: Po katastrofě                             | Leslie Pallas      |                     |
| 2011 | Šťastný Nový rok                                        | Waitress Alyssa    |                     |
| 2012 | Jewtopia                                                | Helen O'Connell    |                     |
| 2012 | Rodičovský manuál                                       | Helen              |                     |
| 2013 | The Frankenstein Theory                                 | Annie              |                     |
| 2014 | Veronica Marsová                                        | Susan Knight       |                     |
| 2014 | Small Town Santa                                        | Lucy               |                     |
| 2014 | Somebody's Mother                                       | Maggie             | krátkometrážní film |
| 2015 | Bethlehem                                               | Connie Talbot      |                     |
| 2015 | Cesta do vyšší společnosti                              | Carla              |                     |
| 2016 | Svátek matek                                            | Hosteska           |                     |
| 2017 | Jimmy the Saint                                         | Petra              |                     |
| 2017 | What I Really Wanna Say                                 | Lindsay            | krátkometrážní film |
| 2019 | I Am That Man                                           | Nicole Beckett     |                     |
| 2019 | #3 Normandy Lane                                        | Trisha             | krátkometrážní film |

### Televize
| Rok       | Název                             | Role                                           | Poznámky                                    |
| --------- | --------------------------------- | ---------------------------------------------- | ------------------------------------------- |
| 1990      | Růže a šakal                      | Little Rose                                    | TV film                                     |
| 1991–1998 | Krok za krokem                    | Alicia "Al" Lambert                            | hlavní role, 160 dílů                       |
| 1998      | Sedmé nebe                        | Cassandra                                      | díl: „Promluvme si o sexu“                  |
| 1999      | Takoví normální mimozemšťané      | Michelle                                       | díl: „Dick Solomon of the Indiana Solomons“ |
| 1999      | Promised Land                     | Dawn Sterling                                  | díl: „In the Money“                         |
| 2000      | Nebe, peklo, ráj                  | Gwen                                           | díl: „My Life as a Dog“                     |
| 2000      | Sedm dní                          | Karen                                          | díl: „Witch Way to Prom“                    |
| 2000      | Opposite Sex                      | Lisa                                           | 2 díly                                      |
| 2000      | Lost in Oz                        | Jade                                           | neprodaný televizní pilot                   |
| 2001      | Ruling Class                      | Sara Olszewski                                 | TV film                                     |
| 2002      | Bostonská střední                 | Cindy                                          | díl: „Chapter 42“                           |
| 2002      | Dotek anděla                      | Ashlee                                         | díl: „Two Sides to Every Angel“             |
| 2004      | Panika                            | Carmen                                         | TV film                                     |
| 2004      | Rodney                            | Ms. Preston                                    | díl: „Teacher“                              |
| 2005      | Tráva                             | Johanka z Arku                                 | TV film                                     |
| 2005      | Dirty Famous                      | Tanya Bremer                                   | TV film                                     |
| 2005      | Veronica Mars                     | Susan Knight                                   | díl: „Mars vs. Mars“                        |
| 2005      | Nick Cannon Presents: Wild 'N Out | Samu sebe                                      |                                             |
| 2006      | Záhadná žena: Na první pohled     | Francie McPhillips                             | TV film                                     |
| 2006      | Sons & Daughters                  | Sydney                                         | 2 díly                                      |
| 2006      | One on One                        | Erin                                           | díl: „I Love L.A.: Part 1“                  |
| 2007      | The Loop                          | Leeza                                          | díl: „Stride“                               |
| 2008      | Kriminálka Las Vegas              | Margo Delphi                                   | díl: „Teorie všeho“                         |
| 2008      | Wainy Days                        | Nan                                            | díl: „Nan and Lucy“                         |
| 2008      | Valentine                         | Kate Providence                                | hlavní role, 8 dílů                         |
| 2009      | Sběratelé kostí                   | Vanessa Newcomb                                | díl: „Kost, která pěnila“                   |
| 2009      | Rita Rocks                        | Stephanie                                      | vedlejší role, 4 díly                       |
| 2009–2017 | Griffinovi                        | Joyce Kinney/dívka č. 2/Pauly kamarádka (hlas) | vedlejší role, 30 dílů                      |
| 2010      | The Iceman Chronicles             | Barbie Pedderson                               |                                             |
| 2010      | Námořní vyšetřovací služba        | Rachel Wells                                   | díl: „Dvojí identita“                       |
| 2011      | Superkočky                        | Kelly                                          | 2 díly                                      |
| 2011–2014 | Melissa a Joey                    | Jackie                                         | 4 díly                                      |
| 2012      | Stevie TV                         | Taylor Armstrong / Mackenzie matka             | 2 díly                                      |
| 2012      | Lovin' Lakin                      | Christine Lakin                                | limitovaný seriál, 10 dílů                  |
| 2012      | Kriminálka New York               | Courtney Jensen                                | díl: „The Real McCoy“                       |
| 2012–2013 | Lips                              | dívka                                          | 2 díly                                      |
| 2013      | Police Guys                       | Christine Lakin                                | TV film                                     |
| 2013      | Liga snů                          | Petova holka                                   | díl: „Chalupa vs. The Cutlet“               |
| 2013      | Homemade Movies                   | Lois Griffin                                   | díl: „Family Guy Live Action Intro“         |
| 2014      | Female Moments                    | Maude                                          | díl: „Stuck“                                |
| 2014      | TripTank                          | Claire / Christine (hlas)                      | 3 díly                                      |
| 2014      | Acting Dead                       | castingová režisérka                           | 2 díly                                      |
| 2014–2016 | Mr. Pickles                       | Jessica/dívka s brýlemi/blondýna (hlas)        | 2 díly                                      |
| 2014–2017 | Clarence                          | Různé postavy (hlas)                           | 7 dílů                                      |
| 2016      | Taková moderní rodinka            | Lisa Delaney                                   | díl: „Párování“                             |
| 2017-2018 | Hollywood Darlings                | Christine                                      | hlavní role, 16 dílů                        |
| 2018      | The 5th Quarter                   | Dr. Maria Van Nostrand                         | díl: „Procussion“                           |
| 2019      | Americká manželka                 | Margaret                                       | díl: „The Dance“                            |
| 2019      | Station 19                        | Emmanuelle                                     | díl: „When It Rains, It Pours!“             |

### Videohry
| Rok  | Název                                                       | Role                        |
| ---- | ----------------------------------------------------------- | --------------------------- |
| 2010 | Medal of Honor                                              | Střelec 1-1                 |
| 2011 | Might & Magic Heroes VI                                     | Irina                       |
| 2011 | Uncharted: Golden Abyss                                     | Marisa Chase                |
| 2012 | Family Guy: Back to the Multiverse                          | Joyce Kinney                |
| 2013 | The Walking Dead: Season Two                                | Jane                        |
| 2014 | WildStar                                                    | Ženy                        |
| 2016 | Tom Clancy's Rainbow Six Siege                              | Valkyrie                    |
| 2016 | The Walking Dead: A New Frontier                            | Jane                        |
| 2016 | Star Wars: The Old Republic - Knights of the Eternal Throne | Různé hlasy                 |
| 2017 | Mass Effect: Andromeda                                      | Pelessaria 'Peebee' B'Sayle |

### Divadlo
| Název                                      | Role                   |
| ------------------------------------------ | ---------------------- |
| Oedipus the King, Mama!                    | Antigone               |
| Heathers                                   | Heather Duke           |
| Big, the Musical                           | choreografka           |
| As U2 Like It                              | choreografka           |
| Alice 2: Through the Looking Glass         | choreografka           |
| Zanna Don't!                               | choreografka           |
| Dog Sees God                               | Tricia                 |
| Happy Days: A Family Musical               | Joanie                 |
| Alice in One-Hit Wonderland                | Alice                  |
| The Break Up Notebook: The Lesbian Musical | Casey / Sheila         |
| Ann E. Wrecksick                           | Olivia Whorebucks      |
| Wrong Turn at Lungfish                     | Anita/zdravotní sestra |
| Sneaux                                     | Darla / Sissy          |
| Silence! The Musical                       | Clarice Starling       |